# Спиро Филев
Спиро Николов Филев е български революционер, деец на Вътрешната македоно-одринска революционна организация и на Върховния македоно-одрински комитет.

## Биография
Спиро Филев е роден в 1875 година в костурското село Загоричани, тогава в Османската империя. Работи като млекар. Присъединява се към ВМОРО в 1895 година. Работи като легален деец - организатор, куриер и доставчик на оръжие. В 1901 година става нелегален четник при Марко Лерински. В 1902 година е четник при полковник Анастас Янков. С четата на Христо Чернопеев участва в Илинденско-Преображенското въстание през лятото на 1903 година.
При избухването на Балканската война в 1912 година е доброволец в Македоно-одринското опълчение и служи в четата на Коста Христов Попето, а след това в 4-та рота на 10-а прилепска дружина. Сражава се в Костурско и при Султантепе.
На 12 февруари 1943 година, като жител на София, подава молба за народна пенсия, която е одобрена и отпусната от Министерския съвет на Царство България.